# 奥里扎尼亚
奥里扎尼亚是巴西米纳斯吉拉斯州的一个市镇。总面积121.55平方公里，总人口6771人，人口密度55.7人/平方公里。